# 친노
친노(親盧)는 제16대 대통령인 노무현의 정치적 이념을 따르는 지지자들이나 그의 측근이었던 정치세력을 지칭하는 단어이다. 문재인 등 노무현을 따랐던 정치 세력을 따르는 정치인 또한 친노에 포함된다. 친노에서 파생돼 상당 부분 교집합을 공유하며 문재인을 따르는 친문(親文) 등의 정파도 있다.
친노 내에서도 크게 부산팀, 비서팀(금강팀), 노사모 등으로 계파가 나누어진다. 부산팀은 노무현의 부산 인권변호사 시절부터 함께하던 사람들로 1988, 1992년 총선과 1995년 부산시장 선거에서 몇 차례 수혈이 이루어졌다. 대표적인 인물로는 문재인, 이호철, ‘부산대 총학생회장 3인방’ 정윤재·최인호·송인배 등이 있다. 비서팀은 1988년 국회의원 당선과 함께 형성되었으며 1993년 설립한 지방자치 연구소 옮겨가면서 2기 비서팀이 형성되었다. 연구소는 2001년 민주당 대선 경선 캠프로 전환되었다. 지방자치 연구소가 입주해 있던 여의도 금강빌딩의 이름을 따 금강팀으로도 불린다. 안희정이 가장 대표적인 인물이다. '노무현을 사랑하는 모임'(노사모)은 2000년 노무현의 낙선 이후 결성되었다. 노사모는 현재는 모든 자료를 노무현재단에 기증하고 해체하였다.

## 당내 갈등
야권 일부에서는 문재인을 비롯한 친노 세력들이 당을 장악하여 문제를 일으킨다고 주장하는 사람들이 생겨났다. 2015년부터 정동영과 천정배와 안철수 등을 필두로 친노 패권주의를 비판하는 정치인들이 당을 탈당하였고 2016년 2월에 국민의당이 창당되었다.

## 같이 보기
- 노무현
- 참여정부
- 참여계
- 노무현재단
- 열린우리당
- 새천년민주당
- 국민참여당
- 대통합민주신당
- 통합민주당
- 민주당
- 더불어민주당